# Eugene D. Fleharty
Eugene Dale Fleharty (* 16. Oktober 1934 in Beaver Falls, Pennsylvania) ist ein US-amerikanischer Zoologe, der sich insbesondere mit Säugetieren und der Reptilienökologie befasst.

## Leben
Fleharty ist der dritte von sechs Söhnen von Vernon und Winifred Fleharty. Als er drei Jahre alt war, zog die Familie Fleharty nach Hastings, Nebraska, wo sein Vater Professor für Chemie am Hastings College wurde. Flehartys Leidenschaft für die Natur entwickelte sich auf der Familienfarm in Nebraska. Er besuchte das Hastings College und schloss 1956 sein Studium in den Fächern Mathematik und Biologie mit der Note cum laude ab. Während eines Spanischkurses in Hastings lernte er Jo Ann Eckles kennen, die er 1955 heiratete. Aus dieser Ehe gingen eine Tochter (* 1958) und ein Sohn (* 1961) hervor. Nachdem Fleharty das Hastings College abgeschlossen hatte, zogen er und seine Frau nach Albuquerque, wo er sich an der University of New Mexico einschrieb. Unter der Leitung von James S. Findley legte er 1958 seine Masterarbeit Distribution and variation of chipmunks of the Eutamias quadrivittatus group in New Mexico vor. 1963 wurde er an derselben Universität mit der Dissertation Comparative ecology of three species of New Mexico garter snakes (Genus Thamnophis) zum Ph.D. promoviert.
Von 1960 bis 1962 war Fleharty Assistant Professor in Biowissenschaften an der Nebraska Wesleyan University. Von 1962 bis 1970 war er zunächst Assistant Professor und dann außerordentlicher Professor in der Abteilung für Biowissenschaften der Fort Hays State University. Von 1970 bis 1999 war er ordentlicher Professor für Zoologie an der Fort Hays State University, wo er für die Entwicklung der mammalogischen und herpetologischen Sammlungen verantwortlich war, die zusammen mit dem Elam Bartholomew Herbarium sowie den Sammlungen von Fischen, Gliederfüßern und Vögeln den Grundstock für das Museum of the High Plains bildeten, das schließlich mit dem Sternberg Memorial Museum zum Sternberg Museum of Natural History fusionierte. 1999 ging er als emeritierter Professor in den Ruhestand.
Flehartys Forschung umfasst die Biogeographie, die funktionelle Morphologie, die Strukturökologie, die funktionelle Ökologie, die Bioenergetik und Agrarökologie sowie die Ökologie. Er erhielt zahlreiche Auszeichnungen der Fort Hays State University, darunter auch den Distinguished Scholar Award. Fleharty war elf Jahre lang Vorsitzender der Abteilung für Biowissenschaften.
Fleharty veröffentlichte die Bücher Can man survive? An inquiry into the impact of westernman upon the environment (1977), The Vital Continuum (1980) und Wild animals and settlers on the Great Plains, 1865–1879. Daneben umfasst seine Bibliografie 58 Fachartikel.